# Фајзабад
Фајзабад (енгл. Faizabad), индијски град у истоименом округу у држави Утар Прадеш.

## Историја
У време британске управе у Индији,  Фајзабад је био важна војна база британске војске. Током Индијског устанка 1857, 22. пук домородачке пешадије (сепоја) Бенгалске армије стациониран у граду, побунио се против британске власти 9. јуна 1857.

## Демографија
По попису становништва из 2001. године град је имао 144.924 становника. По последњем попису из 2011. град је имао 165.228 становника, од чега 51,8 % мушкараца, 16 % неписмених и 35 % запослених.